# Lilian Seenoi-Barr
Lilian Seenoi-Barr (Narok, octubre de 1981) es una política keniata, concejala del Ayuntamiento de Derry y del distrito de Strabane por el Partido Socialdemócrata y Laborista. El 29 de abril de 2024, Seenoi-Barr hizo historia al ser elegida como la próxima Primera Ciudadana de la ciudad de Derry y Strabane, y en consecuencia como la primera alcaldesa negra de Irlanda del Norte.

## Trayectoria
Nacida en Narok, Kenia, Seenoi-Barr se crio inicialmente en la aldea de Ol Ombokishi con sus cinco hermanas y ocho hermanos, y asistió a la escuela de la aldea hasta el cuarto ciclo de primaria. Luego fue a una escuela en Narok, donde su madre tenía un supermercado. Asistió a la universidad y estudió salud reproductiva de las mujeres y desarrollo comunitario. Se convirtió en una destacada activista por los derechos de género entre las mujeres masái, centrándose en el matrimonio forzado y la mutilación genital femenina, pero se vio obligada a abandonar Kenia junto con su hijo tras recibir amenazas por su trabajo con mujeres masái. Llegó por primera vez a Irlanda del Norte como refugiada en 2010, después de ser invitada a Derry por el Changaro Trust, que había ayudado a construir escuelas en la zona rural de Kenia. Posteriormente, el Changaro Trust ayudó a Seenoi-Barr y a su hijo a solicitar el estatus de refugiados. En 2012, fundó el Foro de Migrantes del Noroeste y se convirtió en directora de su programa. También ayudó a organizar las protestas de Black Lives Matter que tuvieron lugar en la plaza Guildhall de Derry en junio de 2020.
Seenoi-Barr se presentó en 2019 por primera vez a las elecciones para el barrio de Foyleside del Consejo del Distrito de la ciudad de Derry y Strabane, pero no tuvo éxito a pesar de obtener buenos resultados en las encuestas. En junio de 2021, fue cooptada para el consejo luego de que la concejala Mary Durkan decidiera renunciar a su cargo de concejala. Conservó su escaño de Foyleside en las elecciones de 2023, y al hacerlo se convirtió en la primera persona negra en ser elegida para un cargo público en Irlanda del Norte.
El 29 de abril de 2024, se anunció que Seemoi-Barr se convertiría en la primera alcaldesa negra de Irlanda del Norte después de que el Partido Socialdemócrata y Laborista la nombrara Primera Ciudadana de Derry y Strabane, sucediendo a Patricia Logue del Sinn Féin. El 3 de junio de ese año se convirtió en alcaldesa en la Asamblea General Anual del Consejo.
El nombramiento de Seenoi-Barr provocó las críticas de algunos dentro de su partido, quienes consideraron que la forma en que se tomó la decisión fue antidemocrática. Jason Barr, vicealcalde de Derry y Strabane en el momento del nombramiento de Seenoi-Barr, renunció al Partido Socialdemócrata y Laborista. El nombramiento provocó una segunda dimisión del partido unos días más tarde, cuando Shauna Cusack se convirtió en concejala independiente. El 4 de mayo de 2024, el Partido Socialdemócrata y Laborista anunció que introduciría cambios en la forma en que se designaban los "líderes civiles" tras las renuncias.
La noticia de su nombramiento provocó ataques en línea por parte de destacadas figuras de extrema derecha y teóricos de la conspiración, como Alex Jones y David Icke. El 5 de mayo de 2024, la policía detuvo a un hombre en Derry tras haber amenazado en internet a Seenoi-Barr tras el anuncio de su elección como alcaldesa.